# 11 februari
11 februari is de 42ste dag van het jaar in de gregoriaanse kalender. Hierna volgen nog 323 dagen (324 dagen in een schrikkeljaar) tot het einde van het jaar.

## Gebeurtenissen
- Algemeen
  - 660 v.Chr. - Jimmu sticht de Yamato-dynastie en laat zich tot eerste keizer van Japan uitroepen.
  - 1992 - Een F-16 op weg naar vliegbasis Twente stort neer op de Hengelose wijk Hasseler Es.
  - 2014 - In het noordoosten van Algerije verongelukt een C-130 Hercules. 77 inzittenden, voornamelijk militairen en hun familieleden, komen om het leven. Er is 1 overlevende van de ramp.
  - 2018 - Een Russisch vliegtuig stort neer nabij Moskou en alle 71 inzittenden komen om.

- Media
  - 2004 - Het online spel Habbo Hotel gaat in Nederland van start.
  - 2021 - De 250e aflevering wordt uitgezonden van het tv-programma Dit Was Het Nieuws, met Harm Edens als presentator.
  - 2024 - BNNVARA zendt op NPO Zapp de eerste aflevering van het nieuwe seizoen van het televisieprogramma Je zal het maar hebben junior uit. De presentatie is in handen van Raïsha Zeegelaar.[1]
  - 2024 - KRO-NCRV zendt op NPO 1 het televisieprogramma Het geheim van carnaval uit. De documentaire die is gemaakt door Omroep Gelderland gaat in op de traditionele verkiezing van prins of prinses carnaval.[2]
  - 2024 - AVROTROS zendt op NPO 1 het televisieprogramma Sterren NL carnaval uit. In het muziekprogramma dat een compilatie is van het door Omroep Brabant georganiseerde live-evenement 3 Uurkes Vurraf presenteert Jordy Graat vanaf het Stadhuisplein in Eindhoven tal van bekende en minder bekende artiesten.[3][4]

- Oorlog
  - 1994 - Servische troepen en moslim-eenheden in en rondom Sarajevo maken een begin met de overdracht van zware wapens aan de vredesmacht van de Verenigde Naties in Bosnië-Herzegovina.

- Politiek
  - 244 - Keizer Gordianus III wordt in Mesopotamië door lijfwachten van de pretoriaanse Garde vermoord.
  - 1975 - Margaret Thatcher wordt gekozen tot de eerste vrouwelijke leider van de Britse Conservative Party.
  - 1979 - Het Iraanse regime van de prowesterse sjah Mohammed Reza Pahlavi komt definitief ten val na maanden van onrust.
  - 1990 - Nelson Mandela wordt na 27 jaar gevangenschap vrijgelaten.
  - 2011 - Na 30 jaar presidentschap stapt Hosni Moebarak van Egypte na 18 dagen van massale protesten op.
  - 2024 - Oud-premier Alexander Stubb van de liberaal-conservatieve Nationale Coalitiepartij wint de tweede ronde van de presidentsverkiezingen in Finland.[5]

- Religie
  - 1304 - Goedkeuring van de Orde van de Servieten van Maria door Paus Benedictus XI.
  - 1858 - In Lourdes zou in een grot voor de eerste maal de Maagd Maria aan Bernadette Soubirous zijn verschenen. Dit leidde tot het ontstaan van een van de grootste katholieke bedevaartsoorden.
  - 1905 - Oprichting van de Apostolische Prefectuur Nederlands-Borneo in Nederlands-Indië.
  - 1929 - Mussolini en Paus Pius XI sluiten het Verdrag van Lateranen waarbij het Vaticaan als autonome staat wordt erkend.
  - 2002 - Oprichting van de rooms-katholieke Bisschoppelijke Hiërarchie in de Russische Federatie met het aartsbisdom Moskou en de bisdommen Saratov, Irkoetsk en Novosibirsk. Benoeming van Tadeusz Kondrusiewicz tot aartsbisschop van Moskou.

- Sport
  - 1965 - In Enschede wordt voetbalclub Stichting FC Twente 1965 opgericht.
  - 1968 - De Nederlandse schaatser Tonny Ferwerda vestigt het werelduurrecord op de schaats in Heerenveen: in één uur tijd schaatst hij 34205,15 m.
  - 1989 - Zwemmer Giorgio Lamberti verbetert in Bonn zijn eigen Europese record op de 200 meter vrije slag kortebaan (25 meter) tot 1.43,64.
  - 2004 - In een nachtclub in de Colombiaanse stad Cali wordt voetballer Albeiro Usuriaga vermoord door de leider van een drugskartel.
  - 2007 - Schaatser Sven Kramer wordt wereldkampioen All Round met een nieuw wereldrecord op de 10 kilometer. Bij de dames gaat de wereldtitel naar Ireen Wüst.
  - 2022 - Patrick Roest schaatst in een tijd van 12.44,59 naar zilver op de 10.000 meter bij de Olympische Winterspelen 2022. De Zweed Nils van der Poel pakt goud met een nieuw Wereldrecord en Olympisch Record: 12.30,74. De Italiaan Davide Ghiotto completeert het podium en Jorrit Bergsma wordt 4e.[6]
  - 2022 - Suzanne Schulting prolongeert haar titel op de 1000 m shorttrack bij de Olympische Winterspelen 2022 in een Olympische- en Wereldrecordtijd van 1.26,514. De Belgische Hanne Desmet wordt derde op deze afstand.[7]
  - 2023 - Atlete Jorinde van Klinken brengt bij een wedstrijd in Albuquerque (Verenigde Staten) het Nederlands record bij het kogelstoten indoor op 19,57 meter. Dat is 9 cm meer dan het oude record van Jessica Schilder.[8]
  - 2024 - Bahamaans atlete Devynne Charlton loopt bij wedstrijden in New York met een tijd van 7,67 een nieuw indoorwereldrecord op de 60 meter horden. Charlton is eenhonderdste seconde sneller dan de tijd die Susanna Kallur uit Zweden in 2008 liep.[9]
  - 2024 - De 15-jarige squashster Renske Huntelaar schrijft bij de dames de titel bij het NK Squash in Amsterdam op haar naam door in de finale Tessa ter Sluis in vier sets te verslaan. Bij de mannen grijpt Piëdro Schweertman voor de achtste keer op rij de titel door de 19-jarige Sam Gerrits in vier sets te verslaan.[10]

- Wetenschap en technologie
  - 1939 - Lise Meitner en Otto Frisch publiceren in Nature voor het eerst over kernsplitsing.
  - 1999 - Pluto bevindt zich op grotere afstand van de zon dan Neptunus. Dit blijft zo tot in 2231.
  - 2010 - Lancering van de Solar Dynamics Observatory (SDO) sonde. Doel van de missie: het bestuderen van fysische activiteit op en in de zon.[11]
  - 2016 - LIGO maakt bekend op 14 september 2015 voor het eerst zwaartekrachtgolven waargenomen te hebben.
  - 2023 - Het Progress MS-22 (83P) ruimtevaartuig koppelt aan het ISS na iets meer dan twee dagen onderweg te zijn geweest.[12]
  - 2023 - Roskosmos maakt bekend dat het Progress MS-21 (82P) ruimtevaartuig dat op 26 oktober 2022 naar het ISS is gelanceerd door een nog onbekende oorzaak een lek heeft opgelopen in het koelsysteem. Na Sojoez MS-22 is dit het tweede Russische ruimtevaartuig dat problemen met het koelsysteem heeft.[13]
  - 2024 - De Zon stoot een zonnevlam met een sterkte van M9.0 en dit veroorzaakt een coronal mass ejection die richting Aarde gaat.[14][15]
  - 2024 - De nieuw ontdekte planetoïde 2024 CH4 passeert de Aarde op een afstand van 109000 km. Het 8-17 m grote object dat tot de Apollo groep behoort is pas na de passage ontdekt en is de 11e planetoïde dit jaar die binnen 1 maanafstand de Aarde passeert.[16]

## Geboren

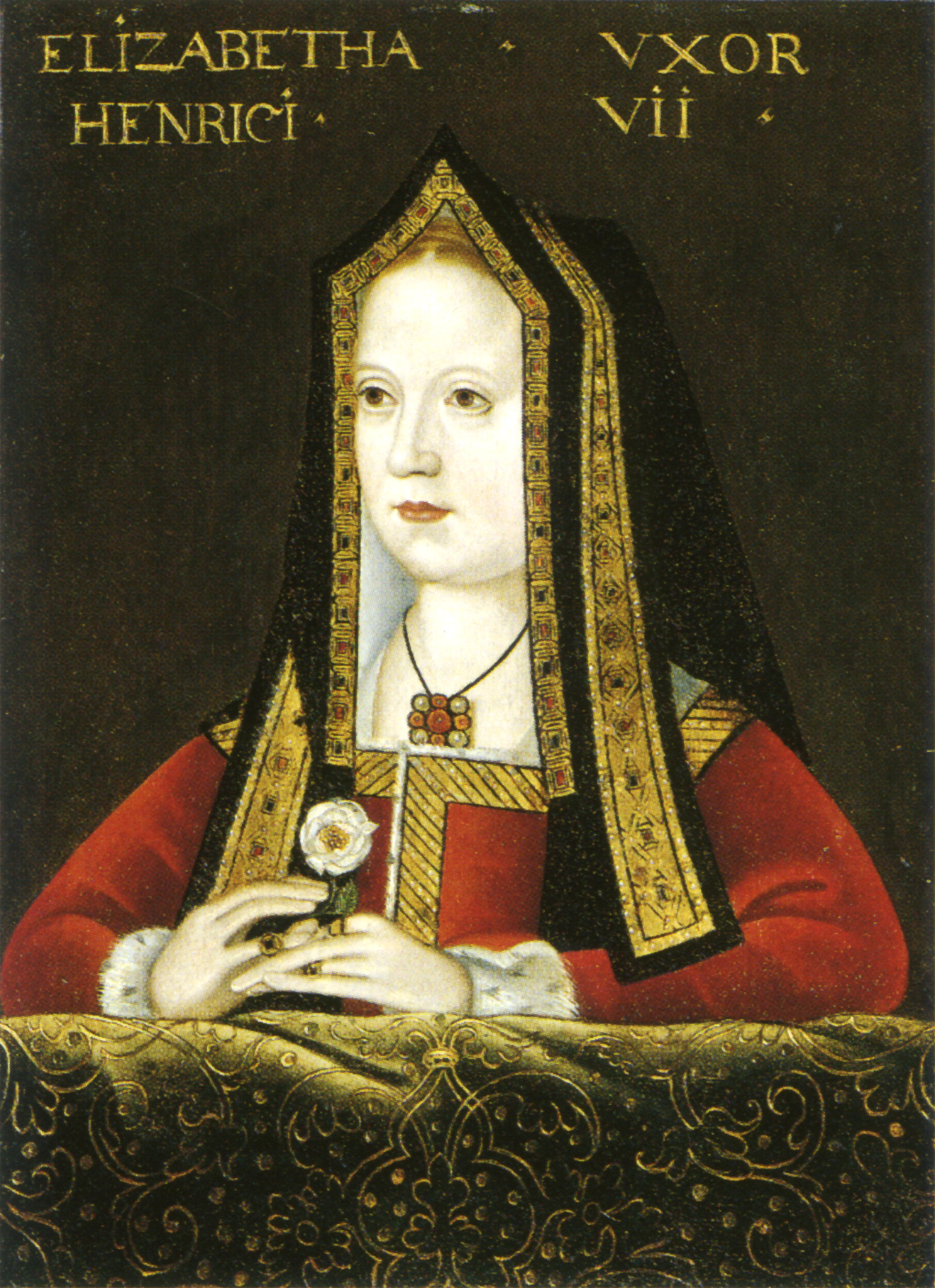
Elizabeth van York
geboren in 1466 en overleden in 1503

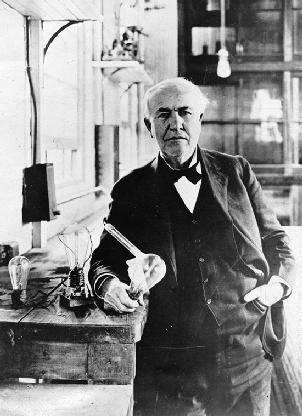
Thomas Alva Edison
geboren in 1847

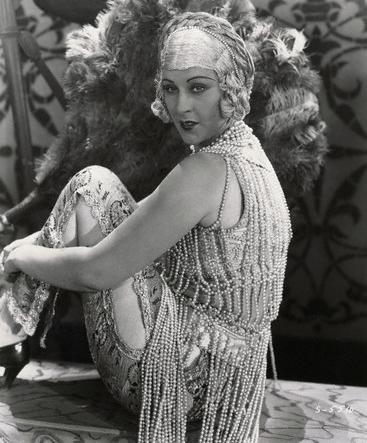
Anita Garvin
geboren in 1906

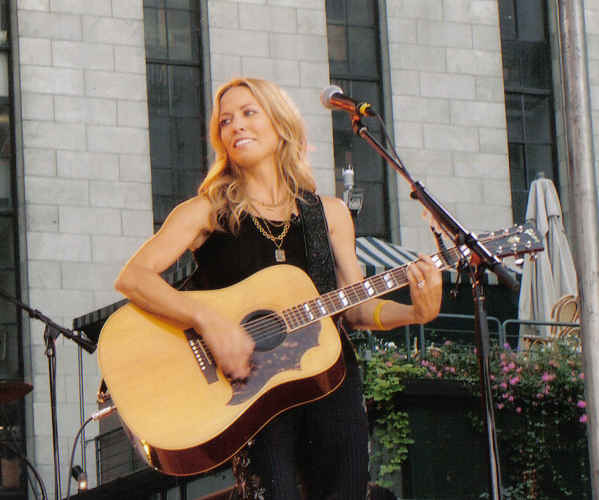
Sheryl Crow
geboren in 1962

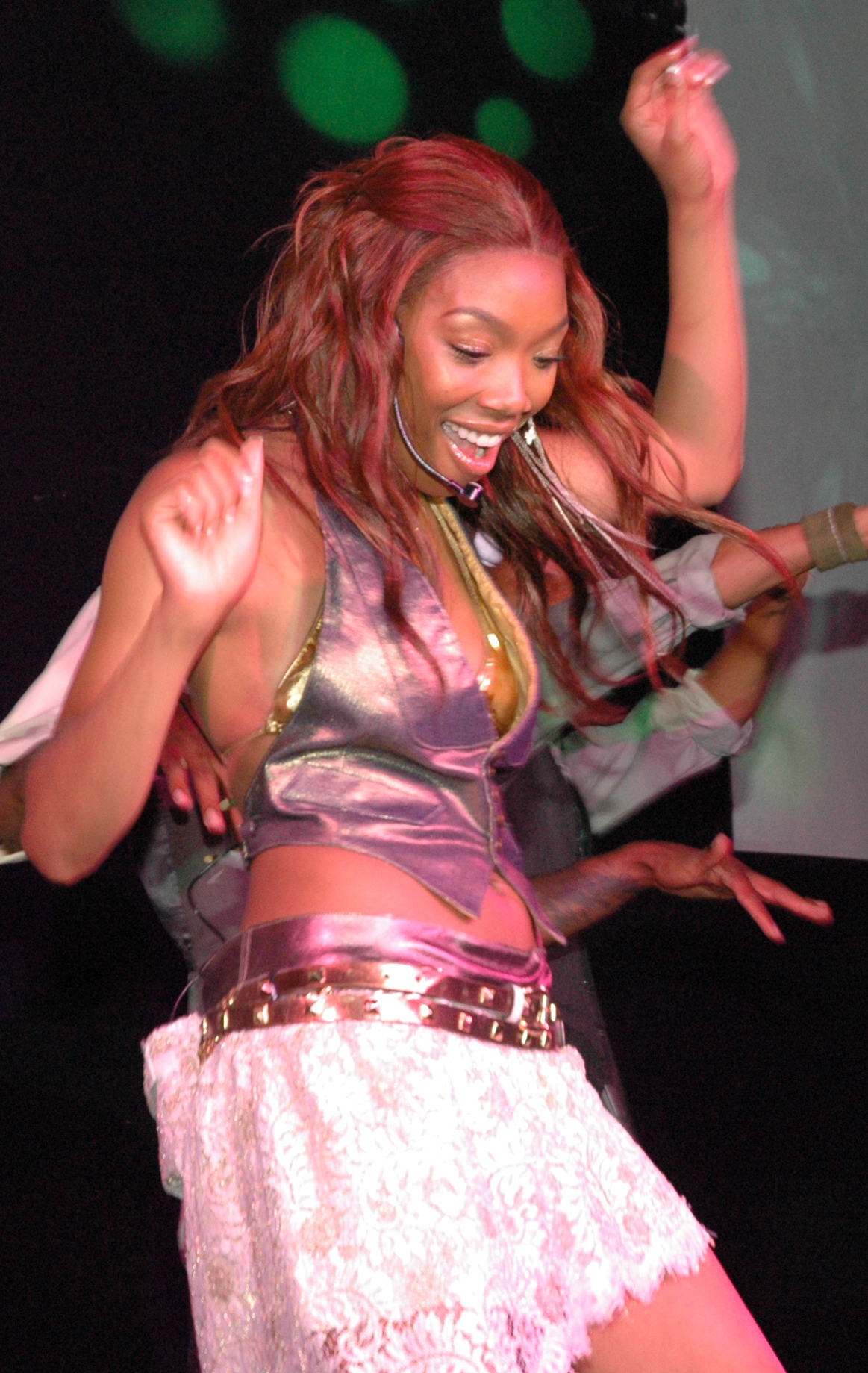
Brandy
geboren in 1979

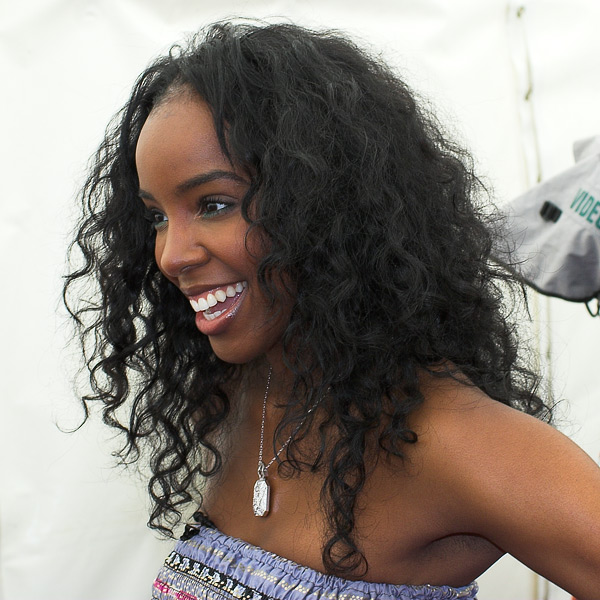
Kelly Rowland
geboren in 1981

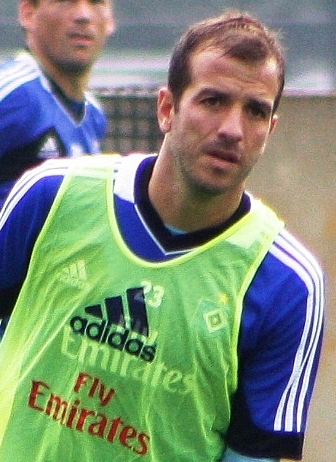
Rafael van der Vaart
geboren in 1983

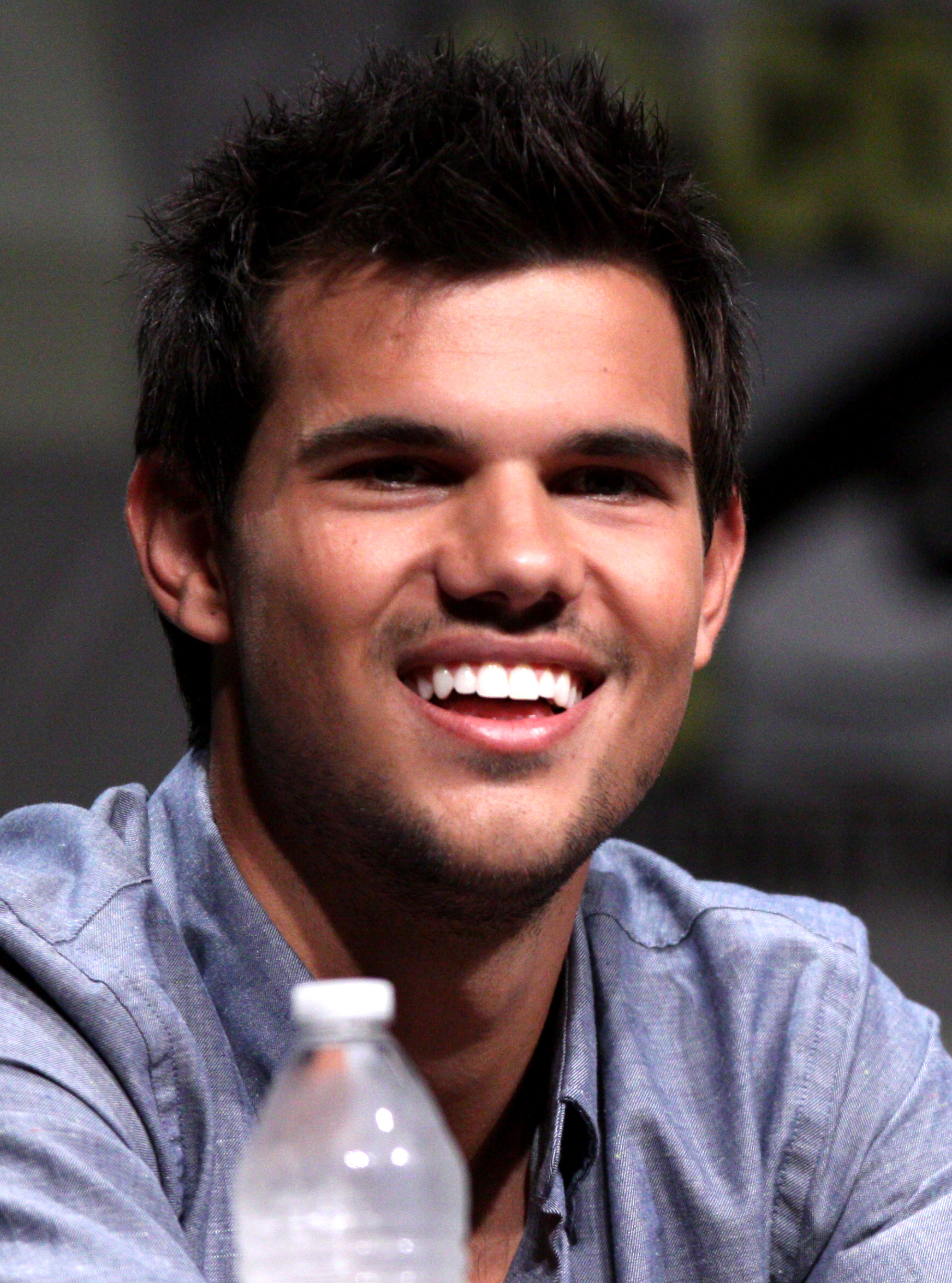
Taylor Lautner
geboren in 1992

- 1466 - Elizabeth van York, echtgenote van koning Hendrik VII van Engeland (overleden 1503)
- 1535 - Niccolò Sfondrati, Paus Gregorius XIV (overleden 1591)
- 1741 - André Ernest Modeste Grétry, Zuid-Nederlands componist (overleden 1813)
- 1800 - Josef Franz Karl Amrhyn, Zwitsers politicus (overleden 1849)
- 1821 - Auguste Mariette, Frans egyptoloog (overleden 1881)
- 1834 - Leopoldus Passchijn, Belgisch politicus (overleden 1901)
- 1834 - Gerrit Jan Hillegondus Ebbinge Wubben, Nederlands burgemeester (overleden 1908)
- 1836 - Vasili Tsinger, Russisch wiskundige, botanicus en filosoof (overleden 1907)
- 1847 - Thomas Edison, Amerikaans uitvinder (overleden 1931)
- 1861 - Severino Reyes, Filipijns schrijver (overleden 1942)
- 1869 - Helene Kröller-Müller, Duits-Nederlands kunstverzamelaarster (overleden 1939)
- 1869 - Else Lasker-Schüler, Duits schrijfster (overleden 1945)
- 1871 - Joe Donoghue, Amerikaans schaatser (overleden 1921)
- 1871 - Engelbert Drerup, hoogleraar en rector van de Universiteit Nijmegen (overleden 1942)
- 1874 - Elsa Beskow, Zweeds schrijfster en illustrator van jeugdboeken (overleden 1953)
- 1876 - Harold Gilman, Engels kunstschilder. Hij wordt gerekend tot het postimpressionisme (overleden 1919)
- 1893 - Johan Alberts, Nederlands letterkundige, dichter en journalist (overleden 1967)
- 1896 - Józef Kałuża, Pools voetballer (overleden 1944)
- 1896 - Gunnar Lindström, Zweeds atleet (overleden 1951)
- 1896 - Aaron Pollitz, Zwitsers voetballer (overleden 1977)
- 1896 - Powell (René Joannes), Belgisch atleet (overleden 1940)
- 1898 - Édouard Candeveau, Zwitsers roeier (overleden 1989)
- 1900 - Hans-Georg Gadamer, Duits filosoof (overleden 2002)
- 1900 - Andrzej Przeworski, Pools voetballer (overleden 1952)
- 1902 - Wijtske van Dijk-Meindersma, oudste mens van Nederland (overleden 2010)
- 1903 - Henk Lotgering, Nederlands schoonspringer (overleden 1984)
- 1904 - Lucile Randon, Frans supereeuwelinge en vanaf 2022 oudste levende mens ter wereld (overleden 2023)
- 1906 - Anita Garvin, Amerikaans actrice (overleden in 1994)
- 1909 - Saturnino de la Fuente Garcia, Spaans supereeuweling (overleden 2022)
- 1911 - Max Woiski sr., Surinaams-Nederlands muzikant (overleden 1981)
- 1915 - Bram Brinkman, Nederlands politicus (overleden 2009)
- 1915 - Haakon Stotijn, Nederlands hoboïst (overleden 1964)
- 1918 - Anne Stine Ingstad, Noors archeologe (overleden 1997)
- 1920 - Koning Faroek van Egypte (overleden 1965)
- 1920 - Dulci Ouwerkerk, Nederlands violiste (overleden 2016)
- 1921 - Lloyd Bentsen, Amerikaans politicus (overleden 2006)
- 1921 - Alphonse Massamba-Débat, president van Congo-Brazzaville (overleden 1977)
- 1922 - Pablo González Casanova, Mexicaans socioloog (overleden 2023)
- 1923 - Antony Flew, Engels filosoof (overleden 2010)
- 1923 - Cécile Goor-Eyben, Belgisch politica (overleden 2024)
- 1924 - José Lázaro Robles (Pinga), Braziliaans voetballer (overleden 1996)
- 1926 - Paul Bocuse, Frans chef-kok (overleden 2018)
- 1926 - Walter van der Kamp, Nederlands televisieregisseur (overleden 2009)
- 1926 - Leslie Nielsen, Canadees-Amerikaans acteur (overleden 2010)
- 1928 - Gotthilf Fischer, Duits koorleider (overleden 2020)
- 1928 - Conrad Janis, Amerikaans jazztrombonist en acteur (overleden 2022)
- 1928 - Felix Uyttenbroeck, Belgisch atleet (overleden 2019)
- 1930 - Mary Quant, Brits modeontwerpster (overleden 2023)
- 1930 - Inge Stoll, West-Duits motorsporter (overleden 1958)
- 1931 - Zoe Ann Olsen, Amerikaans schoonspringster (overleden 2017)
- 1932 - Dennis Skinner, Brits politicus
- 1934 - Maryse Condé, Frans schrijfster (overleden 2024)
- 1934 - Tina Louise, Amerikaans actrice en zangeres
- 1934 - Manuel Noriega, Panamees generaal en militair bewindsman (overleden 2017)
- 1934 - John Surtees, Engels motorracer en autocoureur (overleden 2017)
- 1935 - Alfonso Hüppi, Duits beeldend kunstenaar
- 1935 - Gene Vincent, Amerikaans rockgitarist en zanger (overleden 1971)
- 1936 - Burt Reynolds, Amerikaans acteur (overleden 2018)
- 1937 - Brian Lemon, Brits jazzpianist en -arrangeur (overleden 2014)
- 1937 - Cēzars Ozers, Sovjet-Lets basketballer (overleden 2023)
- 1937 - Mauro Staccioli, Italiaans beeldhouwer (overleden 2018)
- 1939 - Gerry Goffin, Amerikaans songwriter (overleden 2014)
- 1941 - Sérgio Mendes, Braziliaans muzikant (overleden 2024)
- 1941 - Rinus Spoor, Nederlands televisieregisseur
- 1941 - Ria Valk, Nederlands zangeres
- 1942 - André Bailly, Belgisch politicus (overleden 2023)
- 1945 - Frank De Coninck, Belgisch diplomaat en hofdignitaris (overleden 2022)
- 1945 - Peter Vogelzang, Nederlands politiechef en sportbestuurder
- 1946 - Ian Porterfield, Schots voetballer en voetbaltrainer (overleden 2007)
- 1946 - Marjan Unger, Nederlands sieraadhistoricus (overleden 2018)
- 1947 - Marjolijn van den Assem, Nederlands beeldend kunstenares
- 1950 - Wagno de Freitas (Vaguinho), Braziliaans voetballer
- 1950 - Jevgeni Svesjnikov, Russisch schaker (overleden 2021)
- 1952 - Koen Crucke, Belgisch zanger en acteur
- 1952 - Ben Verwaayen, Nederlands zakenman
- 1953 - Jeb Bush, Amerikaans Republikeins politicus
- 1953 - Robby Dragman, Surinaams politicus
- 1956 - Didier Lockwood, Frans jazzviolist (overleden 2018)
- 1957 - Peter Klashorst, Nederlands schilder, beeldhouwer en fotograaf (overleden 2024)
- 1959 - Jan Cortenbach, Nederlands snelwandelaar
- 1959 - Roberto Moreno, Braziliaans autocoureur
- 1959 - René Müller, Oost-Duits voetballer
- 1960 - Bulambo Lembelembe Josué, Congolees predikant en mensenrechtenverdediger
- 1961 - Carey Lowell, Amerikaans actrice
- 1962 - Sheryl Crow, Amerikaans zangeres
- 1962 - Eric Vanderaerden, Belgisch wielrenner
- 1963 - Max Aardema, Nederlands politicus (PVV)
- 1963 - José Bakero, Spaans voetballer
- 1964 - Chimène van Oosterhout, Nederlands actrice en presentatrice
- 1964 - Sarah Palin, Amerikaans journaliste en politica
- 1965 - Álvaro Peña, Boliviaans voetballer
- 1965 - Marceline Schopman, Nederlands televisiepresentatrice
- 1966 - Cristina Grigoraș, Roemeens turnster
- 1966 - Reuben Sallmander, Zweeds acteur
- 1967 - Uwe Daßler, Oost-Duits zwemmer
- 1969 - Jennifer Aniston, Amerikaans actrice
- 1969 - Jeroen Grueter, Nederlands sportcommentator
- 1969 - Nathalie Huigsloot, Nederlands journaliste en programmamaakster
- 1970 - Adi Hütter, Oostenrijks voetbaltrainer en voetballer
- 1971 - Martijn Luttmer, Nederlands mondharmonicaspeler
- 1971 - Susi Susanti, Indonesisch badmintonspeelster
- 1972 - Steve McManaman, Engels voetballer
- 1972 - Geert Van der Stricht, Belgisch schaker
- 1973 - Chadia Cambie, Belgisch actrice en zangeres
- 1973 - Piotr Wadecki, Pools wielrenner
- 1973 - Kaja Wolffers, Nederlands regisseur
- 1974 - Nick Barmby, Engels voetballer
- 1974 - Saša Gajser, Sloveens voetballer
- 1974 - Rosita van Gijlswijk, Nederlands politica
- 1974 - Sébastien Hinault, Frans wielrenner
- 1974 - Leontios Trattou, Cypriotisch voetbalscheidsrechter
- 1975 - Marek Špilár, Slowaaks voetballer (overleden 2013)
- 1975 - Gaby Rasters, Nederlands schrijfster
- 1977 - Raffaele Illiano, Italiaans wielrenner
- 1977 - Aaron McMillan, Australisch pianist (overleden 2007)
- 1977 - Marino Promes, Nederlands voetballer
- 1977 - Co Rowold, Nederlands presentator en saxofonist
- 1977 - Mike Shinoda, Amerikaans MC, zanger, gitarist en pianist
- 1978 - Lourence Ilagan, Filipijns darter
- 1979 - Brandy, Amerikaans zangeres en actrice
- 1980 - Mark Bresciano, Australisch voetballer
- 1980 - Matthew Lawrence, Amerikaans acteur en komiek
- 1981 - Aritz Aduriz, Spaans voetballer
- 1981 - Juan José Cobo, Spaans wielrenner
- 1981 - Kelly Rowland, Amerikaans zangeres en actrice
- 1982 - Neil Robertson, Australisch snookerspeler
- 1983 - Sheri-Ann Brooks, Jamaicaans atlete
- 1983 - Ingrid Jansen, Nederlands danseres, actrice en presentatrice
- 1983 - Nicki Clyne, Canadees actrice
- 1983 - Rafael van der Vaart, Nederlands voetballer
- 1984 - Maarten Heisen, Nederlands atleet
- 1984 - Dario Krešić, Kroatisch voetbaldoelman
- 1984 - Marco Marcato, Italiaans wielrenner
- 1985 - Casey Dellacqua, Australisch tennisster
- 1985 - Šárka Strachová, Tsjechisch skiester
- 1986 - Bob Altena, Nederlands atleet
- 1986 - Ellen Fjæstad, Zweeds actrice
- 1986 - Kees Luijckx, Nederlands voetballer
- 1986 - Francisco Silva, Chileens voetballer
- 1987 - Luca Antonelli, Italiaans voetballer
- 1987 - José María Callejón, Spaans voetballer
- 1987 - Cheng Shuang, Chinees freestyleskiester
- 1987 - Ellen van Dijk, Nederlands wielrenster
- 1987 - Marco van Duin, Nederlands voetballer
- 1987 - Beat Feuz, Zwitsers alpineskiër
- 1987 - Jan Smeekens, Nederlands schaatser
- 1987 - Clémentine Delauney, Frans zangeres
- 1989 - Alexander Büttner, Nederlands voetballer
- 1989 - Dustin Cook, Canadees alpineskiër
- 1989 - Josef de Souza Dias, Braziliaans voetballer
- 1990 - Javier Aquino, Mexicaans voetballer
- 1991 - Darwin Andrade, Colombiaans voetballer
- 1991 - Kevin Kayirangwa, Belgisch zanger
- 1991 - Jessy Mayele, Nederlands-Arubaans voetballer
- 1991 - Óscar Plano, Spaans voetballer
- 1991 - Adrian Stoian, Italiaans voetballer
- 1992 - Yannick Aguemon, Benins-Frans voetballer
- 1992 - Antonio d'Amico, Italiaans autocoureur
- 1992 - Lasse Norman Hansen, Deens wielrenner
- 1992 - Taylor Lautner, Amerikaans acteur
- 1993 - Miguel Herlein, Portugees voetballer
- 1993 - Michaël Lallemand, Belgisch voetballer
- 1993 - Hörður Björgvin Magnússon, IJslands voetballer
- 1993 - Mustafa Saymak, Nederlands-Turks voetballer
- 1994 - Dylan Arnold, Amerikaans acteur
- 1994 - Luca Garritano, Italiaans voetballer
- 1994 - Musashi Suzuki, Japans voetballer
- 1994 - Mitchell de Vlugt, Nederlands voetballer
- 1994 - Roman Zobnin, Russisch voetballer
- 1995 - Chivv, Nederlands rapper
- 1995 - Luke Humphries, Brits dartsspeler
- 1995 - Rick Karsdorp, Nederlands voetballer
- 1995 - Milan Škriniar, Slowaaks voetballer
- 1995 - Johanna Stockschläder, Duits handbalster
- 1996 - Michael Murillo, Panamees voetballer
- 1996 - Joris Nieuwenhuis, Nederlands veldrijder en wielrenner
- 1996 - Jonathan Tah, Duits voetballer
- 1996 - Lucas Torreira, Uruguayaans-Spaans voetballer
- 1996 - Melvin Vissers, Nederlands voetballer
- 1997 - Karlo Letica, Kroatisch voetballer
- 1998 - Carel Eiting, Nederlands voetballer
- 1998 - Felix Götze, Duits voetballer
- 1998 - Olivia Scott Welch, Amerikaans actrice
- 1999 - Hannah Cain, Welsh voetbalster
- 1999 - Andrij Loenin, Oekraïens voetballer
- 1999 - Kyosuke Tagawa, Japans voetballer
- 2000 - José Fontán, Spaans voetballer
- 2000 - Doğucan Haspolat, Turks-Nederlands voetballer
- 2001 - Bryan Gil, Spaans voetballer
- 2001 - Adam Idah, Iers voetballer
- 2002 - Hugo Wentges, Nederlands voetballer
- 2002 - Liam Lawson, Nieuw-Zeelands autocoureur
- 2002 - Evan Rottier, Nederlands voetballer
- 2002 - Valentijn Verkerk (Antoon), Nederlands zanger
- 2003 - Guus Baars, Nederlands voetballer
- 2003 - Alessandro Famularo, Venezolaans autocoureur
- 2003 - Lisanne Gräwe, Duits voetbalster
- 2004 - Thiniba Samoura, Frans voetbalster

## Overleden

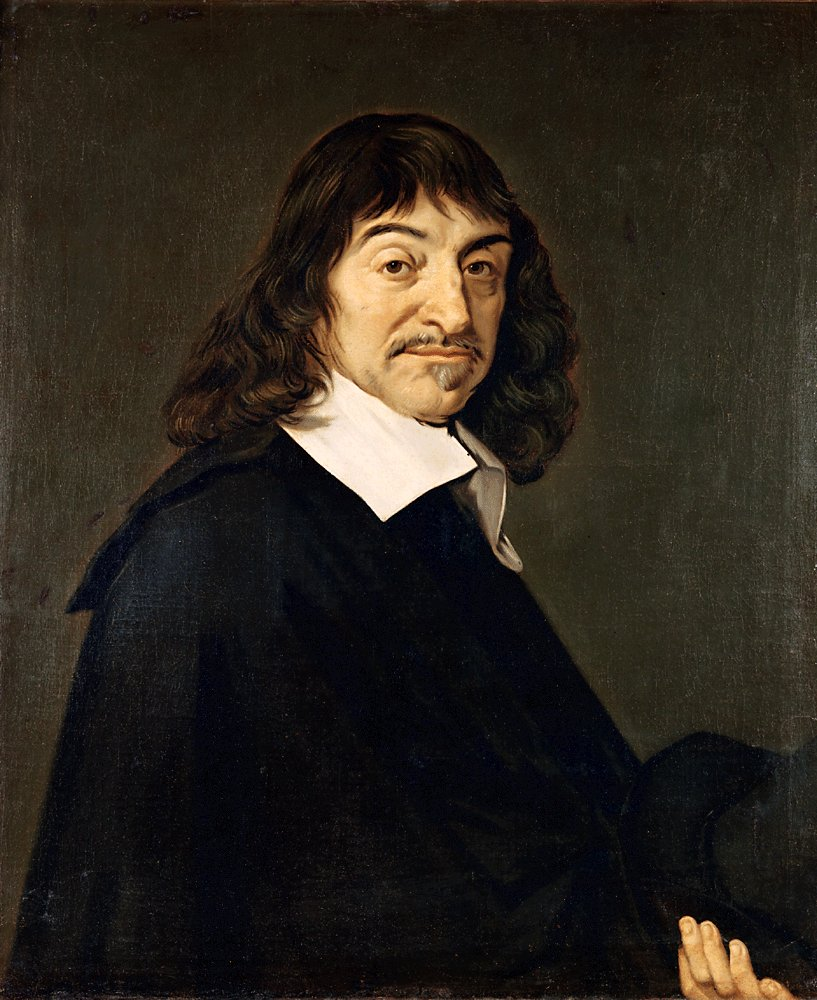
René Descartes
overleden in 1650

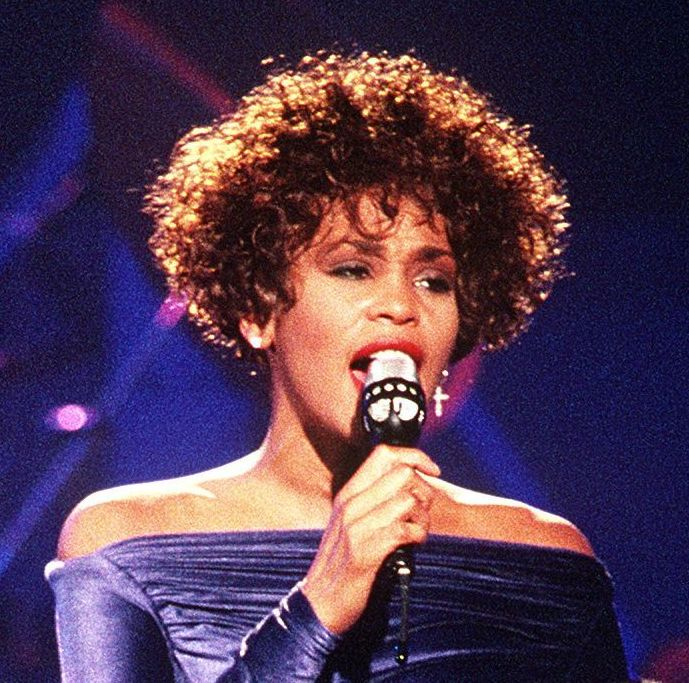
Whitney Houston
overleden in 2012

- 244 - Gordianus III (19), keizer van het Romeinse Keizerrijk
- 641 - Herakleios (65), keizer van het Byzantijnse Rijk
- 731 - Paus Gregorius II (c. 62)
- 824 - Paus Paschalis I
- 1056 - Herman II van Keulen (c. 61), aartsbisschop van Keulen
- 1503 - Elizabeth van York (37), echtgenote van koning Hendrik VII van Engeland
- 1650 - René Descartes (53), Frans wiskundige en filosoof
- 1806 - Vicente Martín y Soler (51), Spaans componist
- 1838 - Cornelius de Jong van Rodenburgh (75), Nederlands zeevaarder en schrijver
- 1847 - Andrew Clarke (circa 55), 3e gouverneur van West-Australië
- 1900 - Charles Émile Blanchard (80), Frans entomoloog en ichtyoloog
- 1901 - Milan Obrenović (46), Servisch koning
- 1925 - Aristide Bruant (73), Frans chansonnier en schrijver
- 1929 - Johannes II (88), vorst van Liechtenstein
- 1937 - Walter Burley Griffin (60), Amerikaans architect en landschapsarchitect
- 1938 - Kazimierz Twardowski (71), Pools filosoof en logicus
- 1939 - Gustav Lange (77), Noors violist, dirigent en componist
- 1941 - Selma Meyer (50), Nederlands pacifiste
- 1942 - Egbert van Kampen (33), Nederlands wiskundige
- 1945 - Takahashi Shotei (74), Japans prentkunstenaar
- 1959 - Marshall Teague (36), Amerikaans autocoureur
- 1963 - Sylvia Plath (30), Amerikaans dichter
- 1967 - Sergei Solovjov (51), Sovjet voetballer
- 1972 - Jan Wils (80), Nederlands architect
- 1973 - Hans Jensen (65), Duits natuurkundige en Nobelprijswinnaar
- 1976 - Lina Flor (61), Filipijns schrijfster
- 1977 - Fouad Ammoun (77), Libanees minister, diplomaat en rechter
- 1977 - Louis Beel (74), Nederlands minister-president
- 1977 - Trygve Torjussen (71), Noors componist
- 1978 - Harry Martinson (73), Zweeds schrijver
- 1986 - Frank Herbert (65), Amerikaans sciencefiction-schrijver
- 1986 - Aart van Rhijn (93), Nederlands politicus
- 1995 - Harry Merkel (77), Duits autocoureur
- 1996 - Waldir Cardoso Lebrêgo (Quarentinha) (62), Braziliaans voetballer
- 1996 - Pierre Verger (93), Frans fotograaf en etnoloog
- 1997 - Paul van Philips (73), Surinaams politicus en hoogleraar
- 1999 - Jaki Byard (76), Amerikaans jazzmuzikant en componist
- 2000 - Roger Vadim (72), Frans filmregisseur
- 2001 - Bud Clemons (82), Amerikaans autocoureur
- 2002 - Traudl Junge (81), Duits secretaresse van Adolf Hitler
- 2004 - Ugo Prinsen (65), Belgisch acteur
- 2004 - Shirley Strickland (78), Australisch atlete
- 2004 - Albeiro Usuriaga (37), Colombiaans voetballer
- 2006 - Peter Benchley (65), Amerikaans schrijver
- 2006 - Ken Fletcher (65), Australisch tennisser
- 2006 - Frans Leenen (85), Belgisch wielrenner
- 2007 - Marianne Fredriksson (79), Zweeds schrijfster en journaliste
- 2007 - Yunus Parvez (75), Indiaas acteur
- 2008 - Alfredo Reinado (40), Oost-Timorees militair en rebel
- 2009 - Albert Barillé (88), Frans striptekenaar, animator en producer
- 2009 - Willem Kolff (97), Nederlands-Amerikaans medicus, verzetsstrijder en uitvinder van de kunstnier
- 2009 - Günter Nehm (82), Duits humoristisch dichter
- 2009 - Mildred Wolfe (96), Amerikaans schilder
- 2010 - Irina Archipova (85), Russisch operazangeres
- 2010 - Alexander McQueen (40), Brits modeontwerper
- 2010 - Jim Janssen van Raaij (77), Nederlands politicus
- 2012 - Adriaan Bontebal (59), Nederlands dichter
- 2012 - Whitney Houston (48), Amerikaans zangeres
- 2013 - Jacques Hoyaux (82), Belgisch politicus
- 2013 - Rick Huxley (72), Brits basgitarist The Dave Clark Five
- 2013 - Kevin Peek (66), Australisch gitarist (Sky)
- 2013 - Rem Vjachirev (78), Russisch oligarch Gazprom
- 2014 - Alice Babs (90), Zweeds zangeres en actrice
- 2014 - Seán Potts (83), Iers muzikant
- 2015 - Roger Hanin (89), Frans acteur, filmregisseur en schrijver
- 2015 - Ron Klipstein (69), Nederlands cabaretier
- 2016 - Renato Bialetti (93), Italiaans industrieel
- 2016 - Eef Hoos (69), Nederlands crimineel
- 2016 - Juan Mujica (72), Uruguayaans voetballer en -coach
- 2017 - Barbara Carroll (92), Amerikaans jazzpianiste en -zangeres
- 2017 - Chavo Guerrero sr. (68), Amerikaans professioneel worstelaar
- 2017 - Piet Rentmeester (78), Nederlands wielrenner
- 2017 - Jaap Rijks (97), Nederlands springruiter
- 2017 - Jarmila Šuláková (87), Tsjechisch zangeres
- 2018 - Asma Jahangir (66), Pakistaans mensenrechtenactiviste
- 2019 - Abelardo Escobar Prieto (81), Mexicaans ingenieur en politicus
- 2020 - Yasumasa Kanada (70), Japans wiskundige
- 2021 - Marcelino da Mata (80), Portugees militair
- 2021 - Leslie E. Robertson (92), Amerikaans ingenieur
- 2021 - Isadore Singer (96), Amerikaans wiskundige
- 2022 - Ilia Datoenasjvili (84), Georgisch voetballer
- 2022 - Luís Ribeiro Pinto Neto (75), Braziliaans voetballer en trainer
- 2022 - Sam Polanen (80), Surinaams jurist
- 2022 - Mike Rabon (78), Amerikaans zanger en songwriter
- 2022 - Peter Vlug (90), Nederlands directeur van Stichting Opwekking
- 2023 - Deniz Baykal (84), Turks politicus
- 2023 - Adrien Fainsilber (90), Frans architect en planoloog
- 2023 - Robert Hébras (97), Frans oorlogsoverlevende
- 2023 - Austin Majors (27), Amerikaans acteur
- 2023 - Hans Modrow (95), (Oost-)Duits politicus
- 2024 - Willibrord Davids (85), Nederlands jurist
- 2024 - Kelvin Kiptum (24), Keniaans atleet
- 2025 - Bernard Lagacé (94), Canadees organist en klavecinist
- 2025 - Gerrit Niehaus (84), Nederlands voetballer
- 2025 - Georgios Roubanis (95), Grieks atleet
- 2025 - Anneke Scholtens (69), Nederlands kinderboekenschrijfster
- 2025 - Joop Berkhout (94), Nederlands boekenuitgever
- 2025 - Jan Drenth (99), Nederlands chemicus

## Viering/herdenking

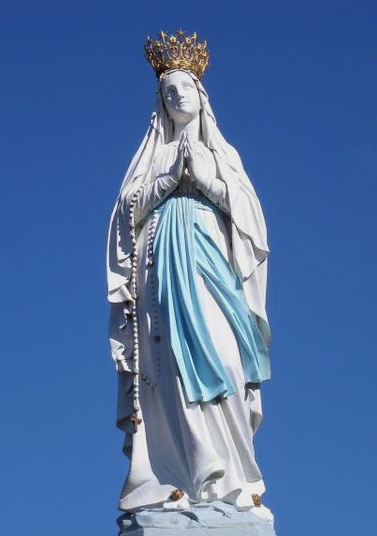
Onze Lieve Vrouw van Lourdes

- Internationale dag van vrouwen en meisjes in de wetenschap[17]
- Kenkoku Kinen no Hi - Dag ter herdenking van de stichting van de Natie (Japan)
- Europese 112-dag: Sinds 2009. Om het universele Europese alarmnummer 112 te promoten.
- Vaticaanstad - Onafhankelijkheidsdag (1929)
- Rooms-Katholieke kalender:
  - Feest van Onze Lieve Vrouw van Lourdes (1858) - Vrije Gedachtenis
  - Wereld ziekendag (sedert 1992)
  - Heilige Paschalis († 824)
  - Heilige Gregorius II († 731)
  - Heiligen Martelaren van Carthago: Victoria († 304)
  - Heilige Theodora (II) van Byzantium († 867)
  - Heilige Adolphus van Osnabruck († 1224) - Gedachtenis bij Cisterciënzers
  - Heilige Caedmon (van Whitby) († 680)
  - Zalige Hugo van Ieper (van St-Victor) († 1141)
  - Dienaar Gods Peter Joseph Savelberg († 1907)

## Weerextremen

### Nederland
| | Officiële records | Officiële records | Officiële records |      | Landelijke records | Landelijke records | Landelijke records              |
| Gebeurtenis | Jaar              | Extreem           | Locatie           | Jaar | Extreem            | Locatie            |                                 |
| --- | ----------------- | ----------------- | ----------------- | ---- | ------------------ | ------------------ | ------------------------------- |
| Laagste etmaalgemiddelde temperatuur (°C) | 1929              | −13,5             | De Bilt           |      | 1929               | −15,5              | Eelde                           |
| Hoogste etmaalgemiddelde temperatuur (°C) | 2002              | 11,0              | De Bilt           |      | 1974               | 11,7               | Eindhoven                       |
| Laagste minimumtemperatuur (°C) | 1929              | −16,5             | De Bilt           |      | 1929               | −19,7              | Eelde                           |
| Hoogste minimumtemperatuur (°C) | 2002              | 9,4               | De Bilt           |      | 1974 2002          | 9,8                | Twenthe Schiphol, Valkenburg ZH |
| Laagste maximumtemperatuur (°C) | 1929              | −8,6              | De Bilt           |      | 1929               | −12,5              | Eelde                           |
| Hoogste maximumtemperatuur (°C) | 2008              | 14,1              | De Bilt           |      | 2008               | 15,2               | Twenthe                         |
| Hoogste uurgemiddelde windsnelheid (m/s) | 1931, 1950        | 16,5              | De Bilt           |      | 1931               | 23,7               | De Kooy                         |
| Hoogste windstoot (m/s) | 1958, 1995        | 24,2              | De Bilt           |      | 1974               | 30,9               | Vlissingen                      |
| Langste zonneschijnduur (uur) | 2021              | 8,9               | De Bilt           |      | 2021               | 9,0                | Maastricht, Vlissingen          |
| Langste neerslagduur (uur) | 1964              | 15,4              | De Bilt           |      | 2002               | 17,6               | Hoogeveen                       |
| Hoogste etmaalsom van de neerslag (mm) | 2002              | 23,3              | De Bilt           |      | 2002               | 27,8               | Hoogeveen                       |
| Laagste etmaalgemiddelde relatieve vochtigheid (%) | 1929              | 49                | De Bilt           |      | 1929               | 41                 | Maastricht                      |
| Laagste uurwaarde luchtdruk op zeeniveau (hPa) | 1953              | 974,4             | De Bilt           |      | 1953               | 969,8              | Vlissingen                      |
| Hoogste uurwaarde luchtdruk op zeeniveau (hPa) | 1984              | 1040,3            | De Bilt           |      | 1984               | 1042,0             | Eelde                           |
| Officiële records worden altijd gemeten op het KNMI-weerstation in De Bilt. Landelijke records kunnen worden gemeten op elk officieel KNMI-weerstation in Nederland. |                   |                   |                   |      |                    |                    |                                 |

### België
Dagrecords
- 1929 - Laagste etmaalgemiddelde temperatuur −10,3 °C
- 1899 - Hoogste etmaalgemiddelde temperatuur 11,9 °C
- 1929 - Laagste minimumtemperatuur −13,1 °C
- 1899 - Hoogste maximumtemperatuur 15,5 °C
- 1952 - Hoogste etmaalsom van de neerslag 15,2 mm

Uitzonderlijke gebeurtenissen
- 1952 - 100 cm sneeuw in de Hoge Venen.

<< · 1 · 2 · 3 · 4 · 5 · 6 · 7 · 8 · 9 · 10 · 11 · 12 · 13 · 14 · 15 · 16 · 17 · 18 · 19 · 20 · 21 · 22 · 23 · 24 · 25 · 26 · 27 · 28 · 29 · (30) · >>